# 李姬珍
李姬珍（韓語：이희진，1979年5月16日—），韓國女歌手、演員。曾經是女子組合Baby V.O.X成員之一。

## 演出作品

### 電視劇
- 2002年：KBS《動物園的人們》飾演 李姬珍
- 2010年：SBS《沒關係，爸爸的女兒》飾演 殷愛玲
- 2011年：MBC《最佳愛情》飾演 Jenny
- 2011年：Channel A《Happy and》飾演 海媛
- 2012年：KBS《Big》飾演 敏珠（客串）
- 2012年：MBC《武神》（客串）
- 2012年：SBS《我的愛蝴蝶夫人》飾演 延智燕
- 2012年：MBC《馬醫》（客串）
- 2013年：OCN《特殊案件專案組TEN 2》（特別演出第8集）
- 2013年：Mnet《Monstar》飾演 獨孤順
- 2013年：MBC《Medical Top Team》飾演 劉慧蘭
- 2013年：MBC《黃金彩虹》飾演 朴和蘭
- 2014年：MBC《Drama Festival－馨榮堂日記》
- 2014年：Samsung網路劇《最高的未來》飾演 崔高的姊姊（特別演出第1集）
- 2014年：OCN《Frost醫生》（特別演出第1集）
- 2015年：E Channel（朝鲜语：E채널）《Riders：抓住明日》飾演 吳正茵
- 2015年：MBC《最佳戀人》飾演 鄭智妍（特別演出）
- 2016年：tvN《記憶》飾演 都仁景
- 2017年：JTBC《有品位的她》飾演 金孝珠
- 2018年：SBS《皇后的品格》飾演 李素珍
- 2019年：JTBC《加油吧威基基2》飾演 姜美英（特別演出）
- 2021年：SBS《上流戰爭3》飾演 農村總裁的女兒（特別演出）
- 2023年：JTBC《大力女子姜南順》飾演 白代理

### 電影
- 2002年：《緊急措施19號》
- 2016年：《Trick》

### MV
- 2004年:申赫《機器人》
- 2010年:淑熙《One Love》
- 2010年:淑熙《啦啦啦》

### 綜藝嘉賓出演
- 2019年12月8日：Running ManEP480

## 外部連結
- NAVER （页面存档备份，存于）
- 經紀公司官方網站 （页面存档备份，存于）